# Till-bryggerierna
Till-bryggerierna var en bryggerikoncern i Östersund. Koncernen uppgick 1989 i Falcon.

## Historia
Bryggeriet bildades som Östersunds Ångbryggeri 1882 (bolag 1899) och bytte 1961 namn till Till-bryggerierna.
År 1972 inkluderades Norrlands bryggerier AB  i koncernen och två år senare köptes koncernen upp av Sven O. Perssons Persson Invest, vilket förhindrade att den inkorporerades i Pripps. Under de följande åren växte koncernen genom uppköp av de flesta av de norrländska bryggerierna från Gävle i söder till Luleå i norr.[källa behövs] År 1976 köptes Bockens bryggeri i Gävle upp vilket medförde att Till-bryggerierna blev Sveriges tredje största bryggerikoncern. Luleåbryggeriet AB Nyckelbryggerier köptes upp 1979.
Till var ett av de mer kända bryggerierna under mellanölsperioden (1965–1977) och då särskilt känt för varumärket Till fjälls. En period licenstillverkade man Kaltenberg, ett ljust öl av pilsnertyp.[källa behövs] År 1982 hade Till-bryggerierna tre av de 16 anläggningar i Sverige som tillverkade lagrade maltdrycker. Efter mellanölsperioden redovisade Till-bryggerierna förlust i verksamheten. De började dock återhämta sig i början av 1980-talet. År 1982 var dess marknadsandel fem procent och bolaget hade totalt 283 anställda varav cirka 90 i Östersund.
När XL Cola introducerades 1985 var Till-bryggerierna dess huvudsakliga tillverkare. Bryggeriet köptes av Falcon 1989.
Falcon fusionerades med Carlsberg Sverige AB 2001.